# Сондерс, Бен (боец)
Бе́нджамин Со́ндерс (англ. Benjamin Saunders; род. 13 апреля 1983, Форт-Лодердейл) — американский боец смешанного стиля, представитель полусредней весовой категории. Выступает на профессиональном уровне начиная с 2004 года, известен по участию в турнирах бойцовских организаций UFC и Bellator, участник бойцовского реалити-шоу The Ultimate Fighter.

## Биография
Бен Сондерс родился 13 апреля 1983 года в городе Форт-Лодердейл, штат Флорида. Позже переехал на постоянное жительство в Корал-Спрингс — его родители развелись, и он остался жить с отцом. В детстве по примеру старшего брата Джейкоба увлёкся восточными единоборствами и начал практиковать карате. Позже освоил тансудо и джиткундо.
Во время учёбы в старшей школе состоял в команде по борьбе. Поступил в колледж, но вскоре бросил учёбу, решив полностью посвятить себя карьере бойца. Первое время тренировался вместе с профессиональным бойцом Дином Томасом, затем стал посещать зал American Top Team в Орландо. Овладел техникой бразильского джиу-джитсу, удостоившись в этой дисциплине чёрного пояса.

### Начало профессиональной карьеры
Дебютировал в смешанных единоборствах на профессиональном уровне в мае 2004 года. Первое время дрался в небольших американских промоушенах, таких как Absolute Fighting Championships и Combat Fighting Championship — одержал здесь четыре победы, не потерпев при этом ни одного поражения (в двух его боях была зафиксирована ничья).
Находясь на победной серии, принял участие в шестом сезоне популярного бойцовского реалити-шоу The Ultimate Fighter, присоединившись к команде Мэтта Серры. Однако был остановлен здесь на уже на стадии полуфиналов.

### Ultimate Fighting Championship
Несмотря на проигрыш в шоу TUF, Сондерс всё же получил возможность подписать контракт с крупнейшей бойцовской организацией мира Ultimate Fighting Championship и в декабре 2007 года впервые вышел в октагон UFC. Одержал победы в первых трёх поединках, но затем потерпел поражение техническим нокаутом от Майка Суика. В дальнейшем отправил в нокаут Маркуса Дэвиса и проиграл по очкам таким бойцам как Джон Фитч и Деннис Холлман, после чего покинул организацию.

### Bellator
В 2011 году Бен Сондерс стал бойцом другого крупного американского промоушена Bellator. Здесь он участвовал в трёх гран-при, в том числе дважды доходил до финала — оба раза в финале проигрывал бразильцу Дугласу Лиме. В общей сложности в течение двух лет провёл в Bellator десять боёв, из них сумел выиграть семь. Ещё одно поражение потерпел от соотечественника Брайана Бейкера.

### Возвращение в UFC
Начиная с 2014 года Сондерс вновь выступал в клетке UFC. Добавил в послужной список победы над такими известными бойцами как Джо Риггс, Кенни Робертсон, Корт Макги, Джейк Элленбергер и др. Дважды зарабатывал бонусы за лучшее выступление вечера, один раз получил награду за лучший бой вечера. При всём при том, победы чередовал с поражениями, был нокаутирован в поединках с Патриком Коте, Петером Соботтой, Аланом Джубаном, Лайманом Гудом, тогда как в бою с Сержиу Мораисом проиграл сдачей, попавшись в «ручной треугольник».

## Статистика в профессиональном ММА
| Боёв 38  | Побед 23 | Поражений 13 |
| -------- | -------- | ------------ |
| Нокаутом | 10       | 9            |
| Сдачей   | 7        | 1            |
| Решением | 6        | 3            |
| Ничьи    | 2        | 2            |

| Результат | Рекорд  | Соперник              | Способ                     | Турнир                                                 | Дата             | Раунд | Время | Место                         | Примечание                                                   |
| --------- | ------- | --------------------- | -------------------------- | ------------------------------------------------------ | ---------------- | ----- | ----- | ----------------------------- | ------------------------------------------------------------ |
| Победа    | 23-13   | Рамзи Ниджем          | Единогласное решение       | XMMA                                                   | 30 июля 2021     | 3     | 5:00  | Гринвилл, Южная Каролина, США |                                                              |
| Поражение | 22-13-2 | Мэтт Браун            | KO (удары руками)          | UFC 245                                                | 14 декабря 2019  | 2     | 4:55  | Лас-Вегас, США                |                                                              |
| Поражение | 22-12-2 | Такаси Сато           | TKO (удары руками)         | UFC Fight Night: Jacaré vs. Hermansson                 | 27 апреля 2019   | 2     | 1:18  | Санрайз, США                  |                                                              |
| Поражение | 22-11-2 | Лайман Гуд            | KO (удары руками)          | UFC 230                                                | 3 ноября 2018    | 1     | 1:32  | Нью-Йорк, США                 |                                                              |
| Поражение | 22-10-2 | Сержиу Мораис         | Сдача (треугольник руками) | UFC Fight Night: Santos vs. Anders                     | 22 сентября 2018 | 2     | 4:42  | Сан-Паулу, Бразилия           |                                                              |
| Победа    | 22-9-2  | Джейк Элленбергер     | TKO (удары)                | UFC Fight Night: Rivera vs. Moraes                     | 1 июня 2018      | 1     | 1:56  | Ютика, США                    | Выступление вечера.                                          |
| Поражение | 21-9-2  | Алан Джубан           | KO (удар рукой)            | UFC on Fox: Emmett vs. Stephens                        | 24 февраля 2018  | 2     | 2:38  | Орландо, США                  | Бой вечера.                                                  |
| Поражение | 21-8-2  | Петер Соботта         | TKO (удары)                | UFC Fight Night: Gustafsson vs. Teixeira               | 28 мая 2017      | 2     | 2:29  | Стокгольм, Швеция             |                                                              |
| Победа    | 21-7-2  | Корт Макги            | Единогласное решение       | UFC Fight Night: Rodríguez vs. Penn                    | 15 января 2017   | 3     | 5:00  | Финикс, США                   |                                                              |
| Победа    | 20-7-2  | Джейкоб Волкманн      | Сдача (рычаг локтя)        | Fight Night at the Island                              | 9 сентября 2016  | 1     | 0:17  | Уэлч, США                     |                                                              |
| Поражение | 19-7-2  | Патрик Коте           | TKO (удары руками)         | UFC Fight Night: Dillashaw vs. Cruz                    | 17 января 2016   | 2     | 1:14  | Бостон, США                   |                                                              |
| Победа    | 19-6-2  | Кенни Робертсон       | Раздельное решение         | UFC on Fox: Dillashaw vs. Barão 2                      | 25 июля 2015     | 3     | 5:00  | Чикаго, США                   |                                                              |
| Победа    | 18-6-2  | Джо Риггс             | TKO (травма шеи)           | UFC on Fox: dos Santos vs. Miocic                      | 13 декабря 2014  | 1     | 0:57  | Финикс, США                   |                                                              |
| Победа    | 17-6-2  | Крис Хизерли          | Сдача (омоплата)           | UFC Fight Night: Henderson vs. dos Anjos               | 23 августа 2014  | 1     | 2:18  | Талса, США                    | Выступление вечера.                                          |
| Поражение | 16-6-2  | Дуглас Лима           | KO (ногой в голову)        | Bellator 100                                           | 20 сентября 2013 | 2     | 4:33  | Финикс, США                   | Финал гран-при 8 сезона Bellator в полусреднем весе.         |
| Победа    | 16-5-2  | Рауль Амайя           | KO (ногой в голову)        | Bellator 90                                            | 21 февраля 2013  | 1     | 2:56  | Уэст-Валли-Сити, США          | Полуфинал гран-при 8 сезона Bellator в полусреднем весе.     |
| Победа    | 15-5-2  | Коффи Адзитсо         | Единогласное решение       | Bellator 86                                            | 24 января 2013   | 3     | 5:00  | Такервилл, США                | Четвертьфинал гран-при 8 сезона Bellator в полусреднем весе. |
| Победа    | 14-5-2  | Брайан Уоррен         | TKO (удары коленями)       | Bellator 72                                            | 20 июля 2012     | 1     | 0:22  | Тампа, США                    |                                                              |
| Поражение | 13-5-2  | Брайан Бейкер         | Единогласное решение       | Bellator 67                                            | 4 мая 2012       | 3     | 5:00  | Рама, Канада                  | Полуфинал гран-при 6 сезона Bellator в полусреднем весе.     |
| Победа    | 13-4-2  | Рауль Амайя           | Единогласное решение       | Bellator 63                                            | 30 марта 2012    | 3     | 5:00  | Анкасвилл, США                | Четвертьфинал гран-при 6 сезона Bellator в полусреднем весе. |
| Поражение | 12-4-2  | Дуглас Лима           | KO (удары руками)          | Bellator 57                                            | 12 ноября 2011   | 2     | 1:21  | Рама, Канада                  | Финал гран-при 5 сезона Bellator в полусреднем весе.         |
| Победа    | 12-3-2  | Луис Сантус           | Сдача (американа)          | Bellator 53                                            | 8 октября 2011   | 3     | 1:45  | Майами, США                   | Полуфинал гран-при 5 сезона Bellator в полусреднем весе.     |
| Победа    | 11-3-2  | Крис Сиснерос         | TKO (удары руками)         | Bellator 49                                            | 10 сентября 2011 | 3     | 0:29  | Атлантик-Сити, США            | Четвертьфинал гран-при 5 сезона Bellator в полусреднем весе. |
| Победа    | 10-3-2  | Мэтт Ли               | TKO (остановлен врачом)    | Bellator 39                                            | 2 апреля 2011    | 3     | 1:24  | Анкасвилл, США                |                                                              |
| Победа    | 9-3-2   | Элайджа Харшбаргер    | Сдача (удары руками)       | WEF: Saunders vs. Harshbarger                          | 6 ноября 2010    | 1     | 4:21  | Киссимми, США                 |                                                              |
| Поражение | 8-3-2   | Деннис Холлман        | Единогласное решение       | UFC 117                                                | 7 августа 2010   | 3     | 5:00  | Окленд, США                   |                                                              |
| Поражение | 8-2-2   | Джон Фитч             | Единогласное решение       | UFC 111                                                | 27 марта 2010    | 3     | 5:00  | Ньюарк, США                   |                                                              |
| Победа    | 8-1-2   | Маркус Дэвис          | KO (удары коленями)        | UFC 106                                                | 21 ноября 2009   | 1     | 3:24  | Лас-Вегас, США                |                                                              |
| Поражение | 7-1-2   | Майк Суик             | TKO (удары руками)         | UFC 99                                                 | 13 июня 2009     | 2     | 3:47  | Кёльн, Германия               |                                                              |
| Победа    | 7-0-2   | Брендон Вольфф        | TKO (удары коленями)       | UFC: Fight for the Troops                              | 10 декабря 2008  | 1     | 1:49  | Фейетвилл, США                |                                                              |
| Победа    | 6-0-2   | Райан Томас           | Сдача (рычаг локтя)        | UFC 87                                                 | 10 августа 2008  | 2     | 2:28  | Миннеаполис, США              |                                                              |
| Победа    | 5-0-2   | Дэн Баррера           | Единогласное решение       | The Ultimate Fighter: Team Hughes vs Team Serra Finale | 8 декабря 2007   | 3     | 5:00  | Лас-Вегас, США                |                                                              |
| Победа    | 4-0-2   | Чарльз Бланшар        | Сдача (рычаг локтя)        | Combat Fighting Championships 3                        | 17 февраля 2007  | 1     | 0:46  | Орландо, США                  | Выиграл титул чемпиона CFC в полусреднем весе.               |
| Победа    | 3-0-2   | Кенни Стивенс         | TKO (удары руками)         | Combat Fighting Championship 1                         | 15 июля 2006     | 3     | 3:05  | Орландо, США                  |                                                              |
| Победа    | 2-0-2   | Рик Дельвеккио        | KO (ногой в голову)        | Absolute Fighting Championships 15                     | 18 февраля 2006  | 1     | 4:31  | Форт-Лодердейл, США           |                                                              |
| Победа    | 1-0-2   | Регги Пена            | Сдача (треугольник)        | Absolute Fighting Championships 14                     | 12 декабря 2005  | 1     | 1:12  | Форт-Лодердейл, США           |                                                              |
| Ничья     | 0-0-2   | Диего Лионель Витоски | Ничья                      | Absolute Fighting Championships 12                     | 30 апреля 2005   | 2     | 5:00  | Форт-Лодердейл, США           |                                                              |
| Ничья     | 0-0-1   | Крафтон Уоллас        | Ничья                      | Absolute Fighting Championships 8                      | 1 мая 2004       | 2     | 5:00  | Форт-Лодердейл, США           |                                                              |